# La Chaise-Baudouin
Pour les articles homonymes, voir La Chaise (homonymie) et Baudouin.
La Chaise-Baudouin est une commune française du département de la Manche, en Normandie. Elle est peuplée de 443 habitants.

## Géographie
La Chaise-Baudouin se situe dans la partie normande du Massif armoricain, au sud du Cotentin. Le village se trouve à 9 kilomètres au sud de Villedieu-les-Poêles-Rouffigny, et à 16 kilomètres au nord d'Avranches. Une partie de la commune est traversée par l'autoroute A84.
| La Trinité                                | La Trinité                                                         | Chérencé-le-Héron                                                  |
| Le Parc                                   | La Chaise-Baudouin                                                 | Saint-Jean-du-Corail-des-Bois, Saint-Nicolas-des-Bois par un angle |
| Tirepied-sur-Sée (comm. dél. de Tirepied) | Tirepied-sur-Sée (comm. dél. de Tirepied), Saint-Georges-de-Livoye | Notre-Dame-de-Livoye                                               |

### Hydrographie
La commune est située dans le bassin Seine-Normandie. Elle est drainée par le ruisseau du Moulin du Bois, le ruisseau du Pont Davy, le fossé 01 de la Bousserie, le fossé 01 de la Ligerie, le fossé 01 de la Vétillère, le fossé 02 de la commune de Braffais et le fossé 02 de la Poignière,,.
Le ruisseau du Moulin du Bois, d'une longueur de 12 km, prend sa source dans la commune  et se jette  dans la Sée à Tirepied-sur-Sée, après avoir traversé trois communes. 

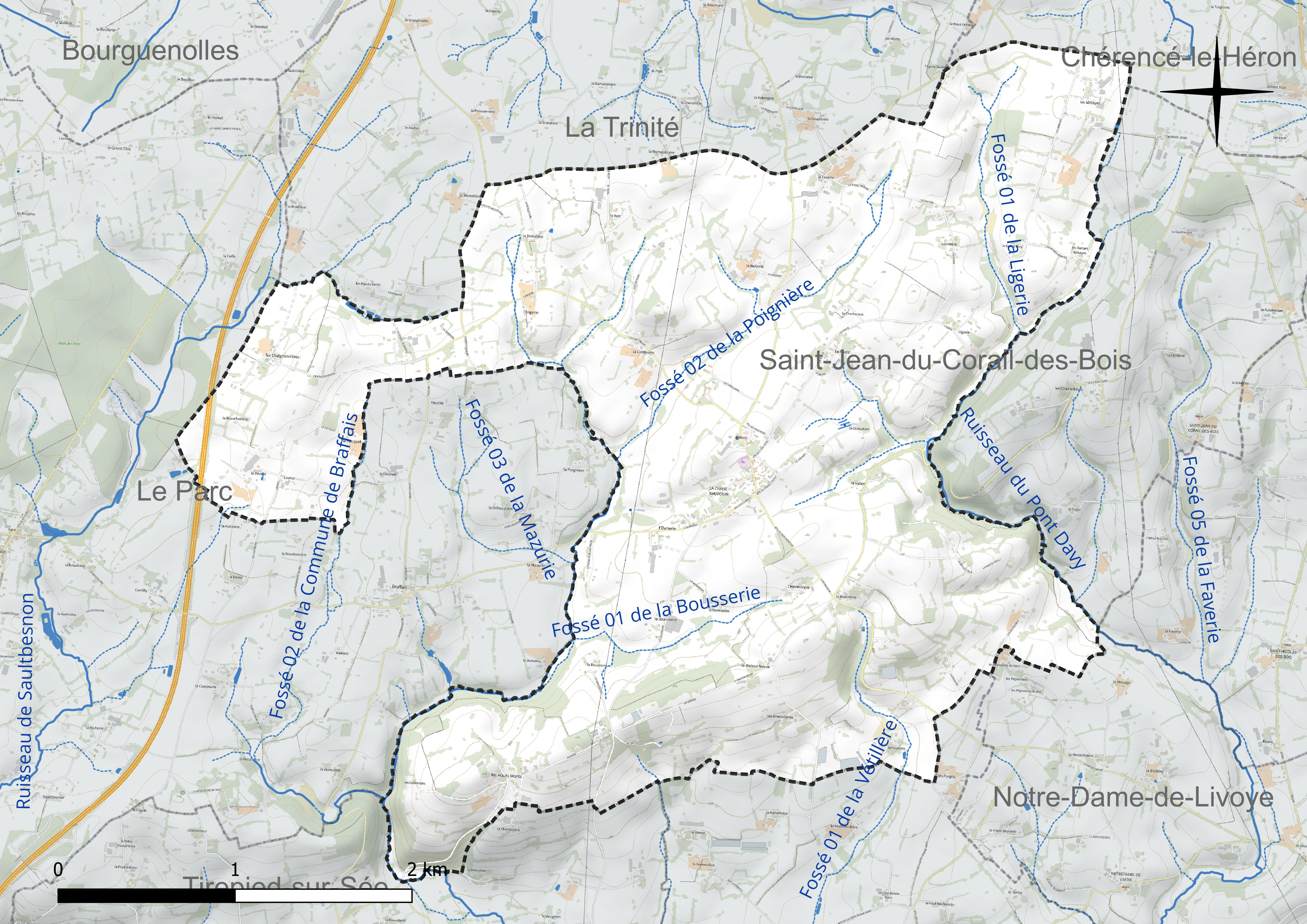
Réseau hydrographique de la Chaise-Baudouin.

### Climat
Pour des articles plus généraux, voir Climat de la Normandie et Climat de la Manche.
En 2010, le climat de la commune est de type climat océanique franc, selon une étude du CNRS s'appuyant sur une série de données couvrant la période 1971-2000. En 2020, Météo-France publie une typologie des climats de la France métropolitaine dans laquelle la commune est exposée à un climat océanique et est dans la région climatique  Normandie (Cotentin, Orne), caractérisée par une pluviométrie relativement élevée (850 mm/a) et un été frais (15,5 °C) et venté. Parallèlement le GIEC normand, un groupe régional d’experts sur le climat, différencie quant à lui, dans une étude de 2020, trois grands types de climats pour la région Normandie, nuancés à une échelle plus fine par les facteurs géographiques locaux. La commune est, selon ce zonage, exposée à un « climat contrasté des collines », correspondant au Bocage normand, bien arrosé, voire très arrosé sur les reliefs les plus exposés au flux d’ouest, et frais en raison de l’altitude.
Pour la période 1971-2000, la température annuelle moyenne est de 10,4 °C, avec une amplitude thermique annuelle de 12,5 °C. Le cumul annuel moyen de précipitations est de 1 073 mm, avec 14,7 jours de précipitations en janvier et 9,5 jours en juillet. Pour la période 1991-2020, la température moyenne annuelle observée sur la station météorologique la plus proche, située sur la commune de Saint-Hilaire-du-Harcouët à 23 km à vol d'oiseau, est de 11,5 °C et le cumul annuel moyen de précipitations est de 929,5 mm,. Pour l'avenir, les paramètres climatiques de la commune estimés pour 2050 selon différents scénarios d’émission de gaz à effet de serre sont consultables sur un site dédié publié par Météo-France en novembre 2022.

## Urbanisme

### Typologie
Au 1er janvier 2024, La Chaise-Baudouin est catégorisée commune rurale à habitat très dispersé, selon la nouvelle grille communale de densité à sept niveaux définie par l'Insee en 2022.
Elle est située hors unité urbaine et hors attraction des villes,.

### Occupation des sols
L'occupation des sols de la commune, telle qu'elle ressort de la base de données européenne d’occupation biophysique des sols Corine Land Cover (CLC), est marquée par l'importance des territoires agricoles (93,4 % en 2018), une proportion sensiblement équivalente à celle de 1990 (93,5 %). La répartition détaillée en 2018 est la suivante : prairies (53,8 %), zones agricoles hétérogènes (39,6 %), forêts (4,4 %), zones urbanisées (2,3 %). L'évolution de l’occupation des sols de la commune et de ses infrastructures peut être observée sur les différentes représentations cartographiques du territoire : la carte de Cassini (XVIIIe siècle), la carte d'état-major (1820-1866) et les cartes ou photos aériennes de l'IGN pour la période actuelle (1950 à aujourd'hui).

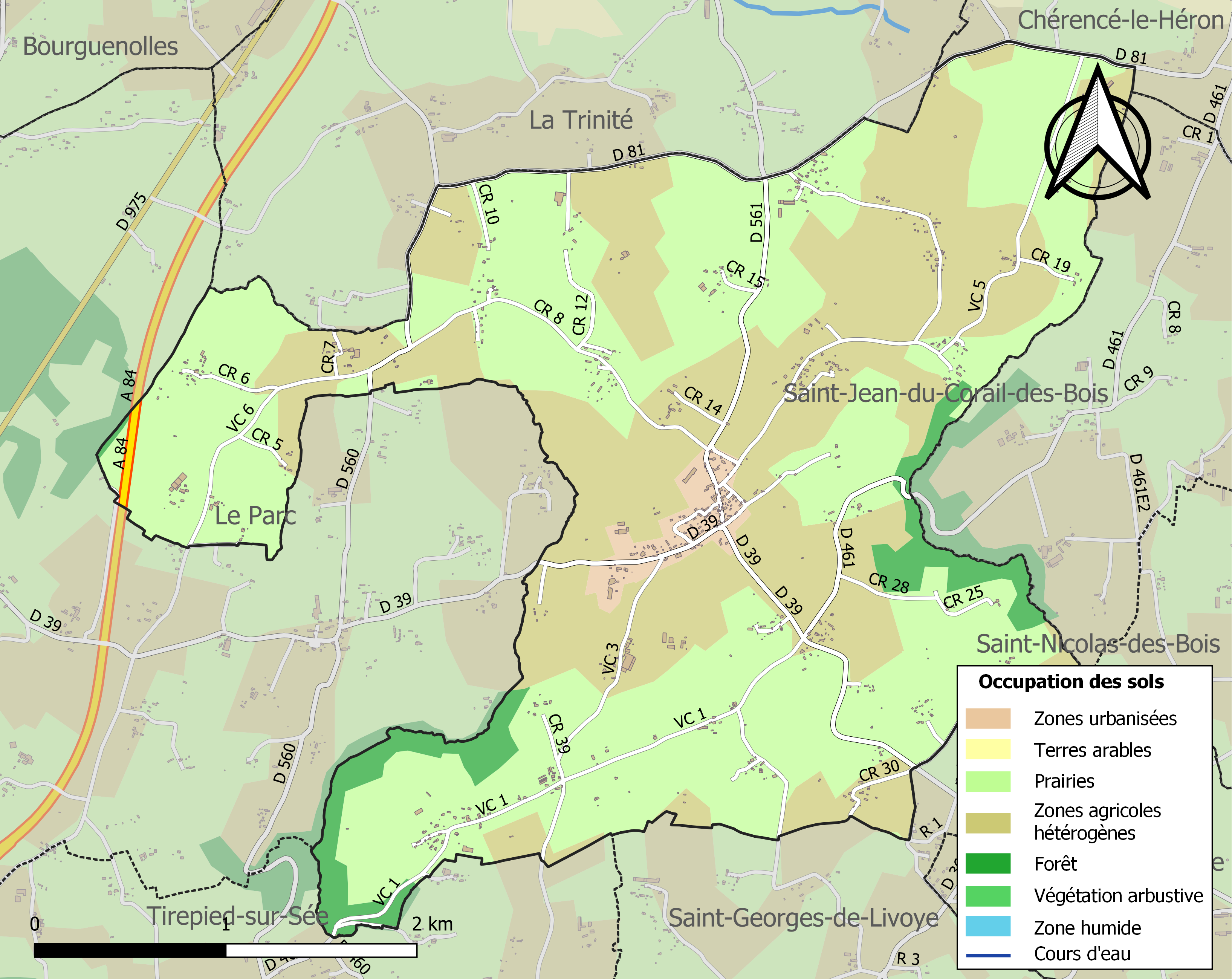
Carte des infrastructures et de l'occupation des sols de la commune en 2018 (CLC).

## Toponymie
Le nom de La Chaise-Baudouin, aussi connue sous la forme le Chese-Baudoin vers 1210, fait référence à une ancienne demeure seigneuriale, la Casa Balduini. Le mot Casa, dont dérive celui de Chaise, signifie habitation ou logis. Le maître du lieu est ici Baudouin de Meules, seigneur normand du XIe siècle.
Le gentilé est Chaiseron.

## Histoire
Le village de la Chaise Baudouin trouve son origine dans le don d'une terre fait par le duc Guillaume le Bâtard à son vassal Baudouin de Meules, (XIe siècle). Le nouveau seigneur construisit une résidence au sein de cette zone boisée, connue sous le nom de Forêt de l'Avranchin ou Bois-Baudouin. Le cimetière actuel, de forme circulaire, pourrait être le lieu de cette demeure. Des groupes de paysans se groupèrent alors autour du logis seigneurial et en défrichèrent les abords.
En 1210, l'existence d'une église est attestée. Au XIVe siècle, La Chaise-Baudouin dépend de la seigneurie du Val-de-Sée, dont le château se trouve à Tirepied. Durant les guerres de Religion, la paroisse, ainsi que tout l'Avranchin, est pillée par les troupes du capitaine protestant Gabriel de Montgommery. Après les troubles de la révolte des Va-nu-pieds (1639), le village retrouve une certaine stabilité. En 1760, la paroisse compte cent-quarante-trois feux.
Durant la Révolution française, l'église Saint-Ouen est fermée au culte, tandis que les Chouans mènent de nombreuses actions contre le pouvoir républicain.

## Politique et administration
| Période                                  | Période   | Identité        | Étiquette | Qualité              |
| ---------------------------------------- | --------- | --------------- | --------- | -------------------- |
| mars 1983                                | mars 1989 | Zéphyrin Mancel |           | Exploitant agricole  |
| mars 1989                                | mars 2001 | Maurice Rivière |           | Exploitant agricole  |
| mars 2001                                | mars 2008 | Zéphyrin Mancel |           | Exploitant agricole  |
| mars 2008                                | 2011      | Nicole Gauthier | SE        | Secrétaire comptable |
| août 2011                                |           | Yolande Guesdon | SE        | Retraitée            |
| mars 2014                                | En cours  | Vincent Pépin   | SE        | Employé              |
| Les données manquantes sont à compléter. |           |                 |           |                      |

## Démographie
L'évolution du nombre d'habitants est connue à travers les recensements de la population effectués dans la commune depuis 1793. Pour les communes de moins de 10 000 habitants, une enquête de recensement portant sur toute la population est réalisée tous les cinq ans, les populations de référence des années intermédiaires étant quant à elles estimées par interpolation ou extrapolation. Pour la commune, le premier recensement exhaustif entrant dans le cadre du nouveau dispositif a été réalisé en 2007.
En 2022, la commune comptait 443 habitants, en évolution de −7,71 % par rapport à 2016 (Manche : −0,31 %, France hors Mayotte : +2,11 %).
| 1793 | 1800 | 1806 | 1821 | 1831 | 1836 | 1841 | 1846 | 1851 |
| ---- | ---- | ---- | ---- | ---- | ---- | ---- | ---- | ---- |
| 800  | 669  | 812  | 903  | 924  | 950  | 886  | 888  | 942  |

| 1856 | 1861 | 1866 | 1872 | 1876 | 1881 | 1886 | 1891 | 1896 |
| ---- | ---- | ---- | ---- | ---- | ---- | ---- | ---- | ---- |
| 951  | 917  | 914  | 851  | 867  | 854  | 821  | 857  | 797  |

| 1901 | 1906 | 1911 | 1921 | 1926 | 1931 | 1936 | 1946 | 1954 |
| ---- | ---- | ---- | ---- | ---- | ---- | ---- | ---- | ---- |
| 763  | 700  | 705  | 655  | 659  | 676  | 698  | 626  | 615  |

| 1962 | 1968 | 1975 | 1982 | 1990 | 1999 | 2006 | 2007 | 2012 |
| ---- | ---- | ---- | ---- | ---- | ---- | ---- | ---- | ---- |
| 523  | 486  | 426  | 452  | 439  | 396  | 423  | 427  | 484  |

| 2017 | 2022 | - | - | - | - | - | - | - |
| ---- | ---- | - | - | - | - | - | - | - |
| 471  | 443  | - | - | - | - | - | - | - |

### Naissances
| 1962-1968 | 1968-1975 | 1975-1982 | 1982-1990 | 1990-1999 |
| --------- | --------- | --------- | --------- | --------- |
| 53        | 52        | 32        | 31        | 37        |

### Décès
| 1962-1968 | 1968-1975 | 1975-1982 | 1982-1990 | 1990-1999 |
| --------- | --------- | --------- | --------- | --------- |
| 34        | 46        | 38        | 34        | 43        |

## Monuments

### Patrimoine religieux
- L'église Saint-Ouen fut construite aux XVIIe – XVIIIe siècles[23] (nef et chœur), à partir d'une structure plus ancienne, comme l'attestent le clocher et la chapelle nord (XVe siècle). Cette reconstruction est probablement due aux destructions opérées par Gabriel de Montgommery en 1562. En 1750, l'église fut agrandie et dotée d'une nouvelle façade de granit. Parmi les éléments architecturaux d'importance se trouvent la fenêtre du chevet, ainsi que la porte en anse de panier. L'église abrite trois œuvres classées au titre objet aux monuments historiques : une cloche dite Louise-Esther (XVIIIe)[34], une statue sainte Barbe (XVIe)[35], une croix de procession (XVIIe)[36], ainsi que des fonts baptismaux (XVIe), un maître-autel (première moitié du XVIIIe) en bois, des stalles (XIXe), une statue de saint Ouen (XVIIe), une Vierge à l'Enfant (XVe) et une verrière (XXe). Au fond de l'église, siège saint Antoine et son cochon (XVIIe – XVIIIe siècles. Plusieurs membres de la famille d'Auray de Saint-Pois sont inhumés dans l'église dont Antoine (1635-1704), seigneur du Montier et lieutenant des maréchaux de France[37]. À l'extérieur, présence d'une très ancienne table de communion en granit[38].
- Le cimetière est orné d'une imposante croix en granit (1781).
- Au lieu-dit l'Ourserie se trouvent deux croix (1709) haute de 3 m à l'orientation singulière. Leurs croisillons se touchent à angle droit, indiquant pour l'une la route de La Chaise à Braffais, l'autre de La Chaise à la Jovinière.
- Au lieu-dit les Abbayes, une ancienne chapelle du XVIIe siècle est transformée en grange. Une des poutres de la charpente conserve les armoiries de la famille d'Auray.

### Patrimoine civil
- Manoir du Montier, à proximité de l'église. C'est l'ancienne demeure de la famille d'Auray établie à La Chaise-Baudoin depuis la fin du XIVe siècle.